# Bronisław Kuczewski
Bronisław Kuczewski (ur. 21 lipca?/2 sierpnia 1884 w Baturynie, zm. wiosną 1940 w Charkowie) – pułkownik artylerii Wojska Polskiego, ofiara zbrodni katyńskiej.

## Życiorys
Syn Zygmunta i Józefy z Jeleńskich. Był oficerem Armii Imperium Rosyjskiego. W 1919 ukończył Oficerską Szkołę Artylerii w Rembertowie. W czasie wojny z bolszewikami walczył w szeregach 6 pułku artylerii polowej. 11 czerwca 1920 roku został zatwierdzony z dniem 1 kwietnia 1920 roku w stopniu podpułkownika, w artylerii, w grupie oficerów byłych Korpusów Wschodnich i byłej armii rosyjskiej.
8 marca 1921 roku został przeniesiony ze stanowiska dowódcy II dywizjonu 6 pap do 18 dywizjonu artylerii ciężkiej na stanowisko dowódcy dywizjonu. 7 września 1921 roku objął dowództwo 1 pułku artylerii ciężkiej stacjonującego w Twierdzy Modlin. 3 maja 1922 roku zweryfikowany został w stopniu podpułkownika ze starszeństwem z dniem 1 czerwca 1919 roku i 21. lokatą w korpusie oficerów artylerii. 31 marca 1924 roku mianowany pułkownikiem ze starszeństwem z dniem 1 lipca 1923 roku i 7. lokatą w korpusie oficerów artylerii. W marcu 1929 roku przeniesiony został do kadry oficerów artylerii i mianowany członkiem Oficerskiego Trybunału Orzekającego w Warszawie. Z dniem 31 stycznia 1930 roku przeniesiony został w stan spoczynku. W 1934 roku pozostawał w ewidencji Powiatowej Komendy Uzupełnień Puławy. Posiadał przydział do Oficerskiej Kadry Okręgowej Nr I. Był wówczas „przewidziany do użycia w czasie wojny”.

Po agresji ZSRR na Polskę został aresztowany przez NKWD i przewieziony do obozu w Starobielsku. Wiosną 1940 został zamordowany przez funkcjonariuszy NKWD w Charkowie i pogrzebany w Piatichatkach, gdzie od 17 czerwca 2000 mieści się oficjalnie Cmentarz Ofiar Totalitaryzmu w Charkowie.
Postanowieniem nr 112-48-07 Prezydenta RP Lecha Kaczyńskiego z 5 października 2007 został awansowany pośmiertnie do stopnia generała brygady. Awans został ogłoszony 9 listopada 2007 w Warszawie, w trakcie uroczystości „Katyń Pamiętamy – Uczcijmy Pamięć Bohaterów”.

## Ordery i odznaczenia
- Krzyż Walecznych (1921)[13]